# Богородичен
Богоро́дичен (др.-греч. Θεοτοκίον) — в православном богослужении то или иное молитвенное песнопение в честь Божией Матери: стихира, тропарь или седален. Богородичны входят в состав всех служб, помещены во всех богослужебных книгах, кроме Евангелия.
Богородичны часто завершают группы тропарей или стихир, как правило, после стиха: (Слава Отцу, и Сыну, и Святому Духу,) «И ныне, и присно, и во веки веков. Аминь.»
В современных (с зелёными обложками) изданиях Миней и в Ирмологии некоторые богородичны помещены в четыре приложения в конце каждой книги, и распределены по гласам:
1. Богородичны, пое́мые после стихир в воскресные и некоторые праздничные дни — взяты из воскресной службы Октоиха (догматики и богородичны после стиховных стихир).
2. Богородичны, поемые после стихир в будние дни (здесь указываются дни седмицы). В Октоихе — это богородичны после стиховных стихир вечерни и утрени соответствующих дней.
3. Богородичны, поемые после тропарей (отпустительные) в воскресные и некоторые праздничные дни. В Октоихе — это богородичны великой вечерни после воскресного тропаря соответствующего гласа. Также они приводятся в Типиконе (глава 53).
4. Богородичны, поемые после тропарей (отпустительные) в будничные дни (от меньших — здесь указываются дни седмицы). В Типиконе из них состоит вся глава 57.

Разновидность богородична «крестобогородичен» (греч. σταυροθεοτοκίον) — гимн Богородице, который также относится и к Распятию Христа. В нём воспеваются душевные страдания Богородицы, стоя́щей возле Креста, на котором умирал Её единственный Божественный Сын. Крестобогородичны поются на вечерни во вторник и четверг, и на утрени в среду и пятницу — в дни, посвящённые празднованию Креста.
Богородичен воскресной малой вечерни в конце стихир на «Господи, воззвах» называется догматиком. Малый вход (с Евангелием) совершается на Божественной литургии, при этом хор поёт также богородичен, которым заканчивается воспевание блаженств.

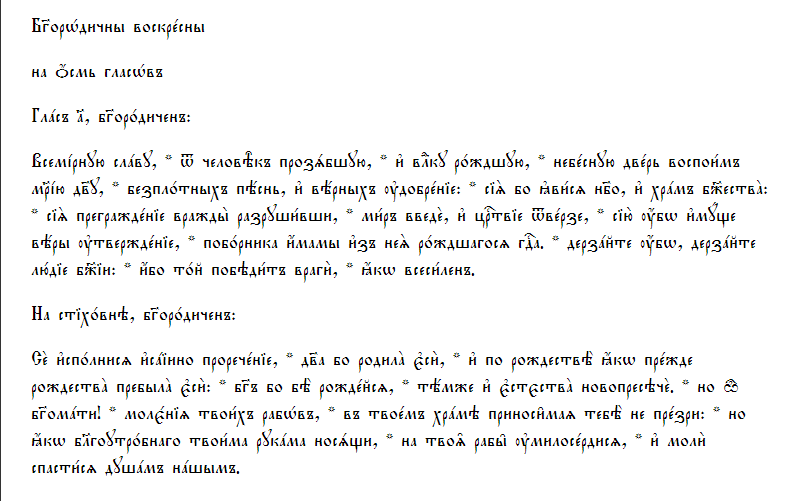
Богородичны воскресные первого гласа, помещенные в конце Октоиха как приложение к нему